# Terremoto de Yunnan de 2011
El terremoto de Yunnan de 2011 fue un sismo de 5,5-5,8 grados de magnitud Richter que ocurrió el 10 de marzo de 2011 a las 12:58, hora local de China, con epicentro en el condado de Yingjiang, en la provincia de Yunnan, China, cerca de la frontera con Birmania. Fallecieron 26 personas y otras 313 resultaron heridas. La agencia oficial de noticias Xinhua informó de un total de siete réplicas, con una magnitud máxima de 4,7 grados, posteriores al movimiento principal, por las que 127 000 personas fueron evacuadas a refugios. Se unió a otros 1000 pequeños eventos sísmicos ocurridos en los dos meses anteriores.